# Arturo Berutti

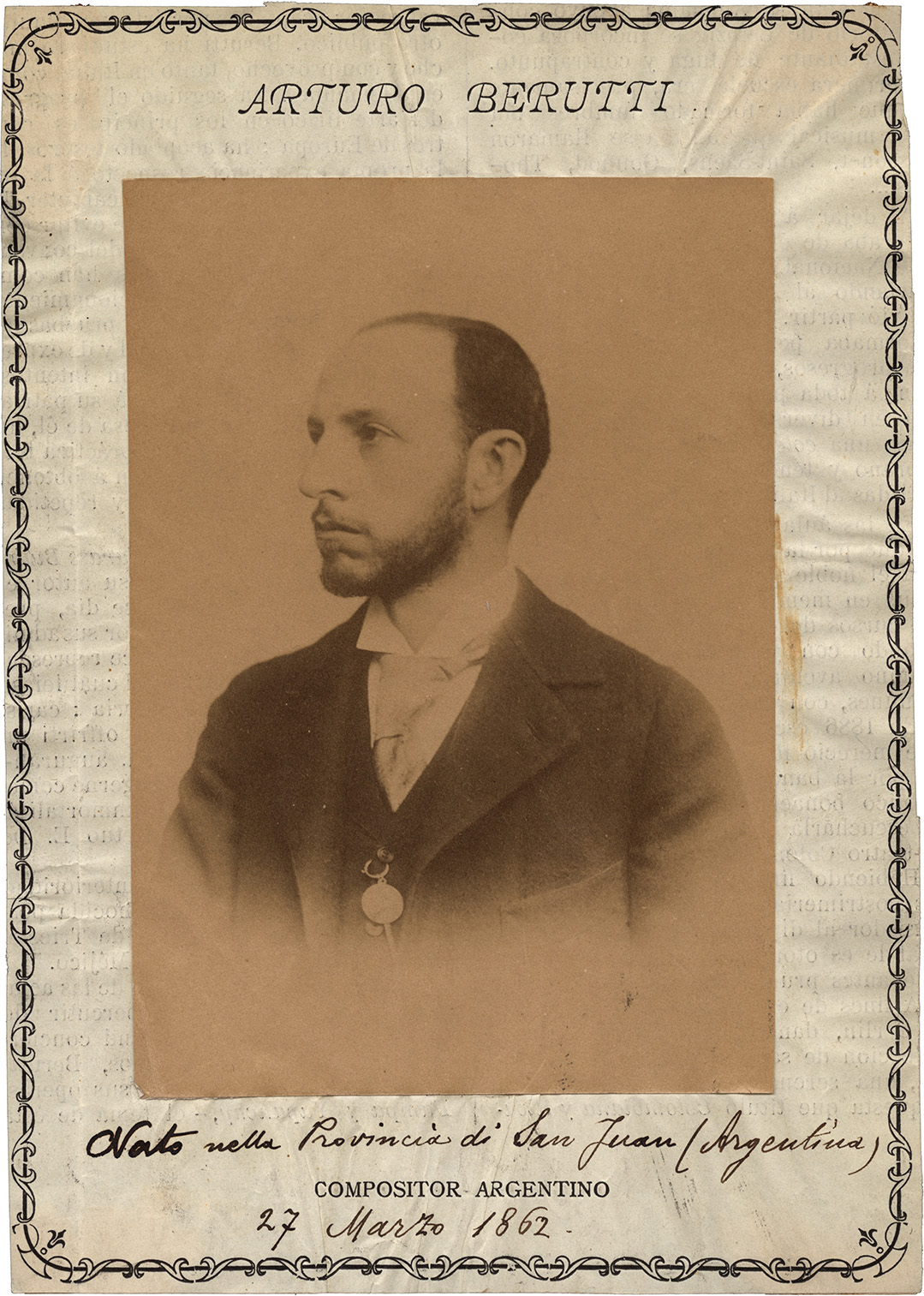
Arturo Berutti

Arturo Berutti (* 14. März 1858 in San Juan; † 3. Januar 1938 in Buenos Aires) war ein argentinischer Komponist.
Berutti studierte zunächst in Buenos Aires Rechtswissenschaften. Ein Stipendium wegen seiner musikalischen Begabung eröffnete ihm im Jahre 1884 die Möglichkeit, zum Musikstudium nach Europa zu gehen. Er begann seine Ausbildung am Konservatorium in Leipzig bei Carl Reinecke und Salomon Jadassohn und setzte sie 1889 in Paris und 1890 in Mailand fort. Hier wurde er entscheidend durch die italienische Oper beeinflusst. Nach der Rückkehr in seine Heimat im Jahre 1896 setzte er sein bereits in Europa begonnenes Opernschaffen nun auch unter Verwendung von Libretti mit südamerikanischen Themen fort. Er wurde so der bedeutendste argentinische Opernkomponist des ausgehenden 19. und beginnenden 20. Jahrhunderts.
Der nachhaltige italienische Einfluss in seinen Werken verhinderte jedoch deren dauerhafte Bühnenpräsenz in Argentinien, sie wurden im Laufe der Jahre vollständig durch „nationale“ Opern verdrängt, die der Folklore seiner Heimat verpflichtet waren.
Der Asteroid des äußeren Hauptgürtels (3179) Beruti ist nach ihm benannt.

## Werke
- Vendetta, Oper, 1892
- Evangelina, Oper nach dem Roman von Henry Wadsworth Longfellow, 1893
- Tarass Bulba, Oper nach dem Roman von Nikolai Gogol, 1895
- Pampa, Oper nach Juan Moreira von Eduardo Gutiérrez, 1897
- Yupanki, Oper nach Vicente Fidel López, 1899
- Khrysé, Oper nach dem Roman Aphrodite von Pierre Louÿs, 1902
- Horrida nox, Oper, 1908
- Gli eroi, Oper nach Vicente Fidel López, 1919